# Hoshihananomia michaelae
Hoshihananomia michaelae es una especie de coleóptero de la familia Mordellidae.

## Distribución geográfica
Habita en Yemen.